# Посоха, Антонина Ивановна
Антонина Ивановна Посоха (25 декабря 1932, Гришково, Западная область — 12 июня 2006, Октябрьское, Курганская область) — главный зоотехник совхоза имени Гагарина Петуховского района Курганской области. Герой Социалистического Труда (1971).

## Биография
Антонина Ивановна Орлова родилась 25 декабря 1932 года в крестьянской семье в деревне Гришково Волочковского сельсовета Новодугинского района Западной области, ныне деревня входит в Лехминское сельское поселение Холм-Жирковского района Смоленской области.
В 1950 году окончила Высоковский сельскохозяйственный техникум, после чего переехала в Курганскую область, где устроилась на работу на Петуховский птицесовхоз (посёлок Птицесовхоза был переименован 9 декабря 1963 года в село Октябрьское). С 1968 года — главный зоотехник совхоза имени Гагарина Петуховского района Курганской области.
В 1955 году вступила в КПСС.
В 1970 году окончила Курганский сельскохозяйственный институт, получив диплом зоотехника.
Внедрила в совхозе клеточное содержание птицы и передовые технологии, в результате чего значительно увеличилась яйценоскость. Совхоз увеличил производство яиц с 6 миллионов в 1966 года до 23,5 миллионов яиц в 1971 году. Указом Президиума Верховного Совета СССР от 8 апреля 1971 года за выдающиеся успехи, достигнутые в развитии сельскохозяйственного производства и выполнении пятилетнего плана продажи государству продуктов земледелия и животноводства удостоена звания Героя Социалистического Труда с вручением ордена Ленина и золотой медали «Серп и Молот».
Неоднократно избиралась депутатом Петуховского районного и Курганского областного Советов депутатов трудящихся.
В 1988 году вышла на пенсию. 
Антонина Ивановна Посоха умерла 12 июня 2006 года в селе Октябрьском Октябрьского сельсовета Петуховского района Курганской области, ныне село входит в Петуховский муниципальный округ той же области.

## Награды
- Герой Социалистического Труда — указом Президиума Верховного Совета СССР от 8 апреля 1971 года
  - Орден Ленина № 398306
  - Медаль «Серп и Молот» № 11890
- Орден Трудового Красного Знамени, 22 марта 1966 года

## Память
- Мемориальная доска, установлена на здании Администрации Октябрьского сельсовета, Курганская область, Петуховский муниципальный округ, село Октябрьское, ул. Озерная, 9 — 55°00′35″ с. ш. 67°51′13″ в. д.HGЯO